# Процесор
Процесорът е електронна схема, предназначена да извършва аритметически и логически действия/операции върху данни, „подадени“ му от външен източник – обикновено памет. Понятието често се използва за обозначаване на централния процесор на дадена компютърна система, но в много случаи последните използват и допълнителни специализирани процесори. Съвременните процесори са с тактова честота до 5 GHz. Създаването на процесори с по-големи тактови честоти е трудно по физични причини, защото драстично се повишава консумацията на енергия, както и отделянето на топлинна енергия.
Алтернативно решение за повишаване на бързодействието на компютрите са многоядрените процесори. Те предлагат възможност няколко ядра в един процесор да работят заедно. Ядрата може да са 2, 4, 6, 8 или повече. Бързодействието на такъв процесор се измерва, като се умножи честотата по броя на ядрата и по коефициент за инструкции за цикъл.
Разрядността е характеристика на процесорите, определяща броя битове, които процесорът може да обработи и предаде едновременно. Най-често използваните процесори са с разрядност 32 или 64 бита.
Кеш паметта е високопроизводителна памет, която съхранява най-често използваните команди или данни. Измерва се в МВ и съвременните процесори имат до 32 МВ кеш памет.